# Свеберг, Миа
Ми́а Све́берг (норв. Mia Sveberg, известна и как Ми́а Ла́рсен Све́берг, норв. Mia Larsen Sveberg,  Ми́а Све́берг Ла́рсен, норв. Mia Sveberg Larsen; род. 16 августа 1998, Вердал, Нур-Трёнделаг) — норвежская кёрлингистка на колясках. 
В составе сборной Норвегии участник зимних Паралимпийских игр 2022, чемпионка мира.
В кёрлинге играет на позиции первого.

## Достижения
- Чемпионат мира по кёрлингу на колясках: золото (2024).

## Команды
| Сезон                                   | Четвёртый          | Третий               | Второй               | Первый             | Запасной                               | Турниры              |
| --------------------------------------- | ------------------ | -------------------- | -------------------- | ------------------ | -------------------------------------- | -------------------- |
| Кёрлинг на колясках                     |                    |                      |                      |                    |                                        |                      |
| 2020—21                                 | Йостен Стордаль    | Оле Фредрик Сиверсен | Гейр Арне Скогстад   | Сиссель Локен      | Миа Свеберг тренер: Петер Дальман      | ЧМК 2021 (7 место)   |
| 2021—22                                 | Йостен Стордаль    | Оле Фредрик Сиверсен | Гейр Арне Скогстад   | Сиссель Локен      | Миа Свеберг тренер: Петер Дальман      | ЗПИ 2022 (7 место)   |
| 2022—23                                 | Йостен Стордаль    | Оле Фредрик Сиверсен | Гейр Арне Скогстад   | Миа Ларсен Свеберг | Ingrid Djupskaas тренер: Петер Дальман | ЧМК 2023 (7 место)   |
| 2023—24                                 | Йостен Стордаль    | Гейр Арне Скогстад   | Оле Фредрик Сиверсен | Миа Ларсен Свеберг | Ingrid Djupskaas тренер: Петер Дальман | ЧМК 2024             |
| 2024—25                                 | Йостен Стордаль    | Гейр Арне Скогстад   | Оле Фредрик Сиверсен | Миа Ларсен Свеберг | Ingrid Djupskaas тренер: Петер Дальман | ЧМК 2025 (6 место)   |
| Кёрлинг на колясках среди смешанных пар |                    |                      |                      |                    |                                        |                      |
| 2024—25                                 | Миа Свеберг Ларсен | Гейр Арне Скогстад   |                      |                    | тренер: Петер Дальман                  | ЧМКСП 2025 (5 место) |
| Кёрлинг среди смешанных команд          |                    |                      |                      |                    |                                        |                      |
| 2022—23                                 | Йостен Стордаль    | Гейр Арне Скогстад   | Миа Свеберг Ларсен   | Петер Дальман      |                                        | ЧНСК 2023 (6 место)  |
| Кёрлинг среди смешанных пар             |                    |                      |                      |                    |                                        |                      |
| 2023—24                                 | Миа Свеберг Ларсен | Гейр Арне Скогстад   |                      |                    |                                        | ЧНСП 2024 (15 место) |

(скипы выделены полужирным шрифтом)